# 林如斯
林鳳如（英語：Adet Lin，1923年5月6日—1971年1月19日），本名林如斯，是一位华裔美国作家和翻译家。她在出版的作品中使用笔名Tan Yun。

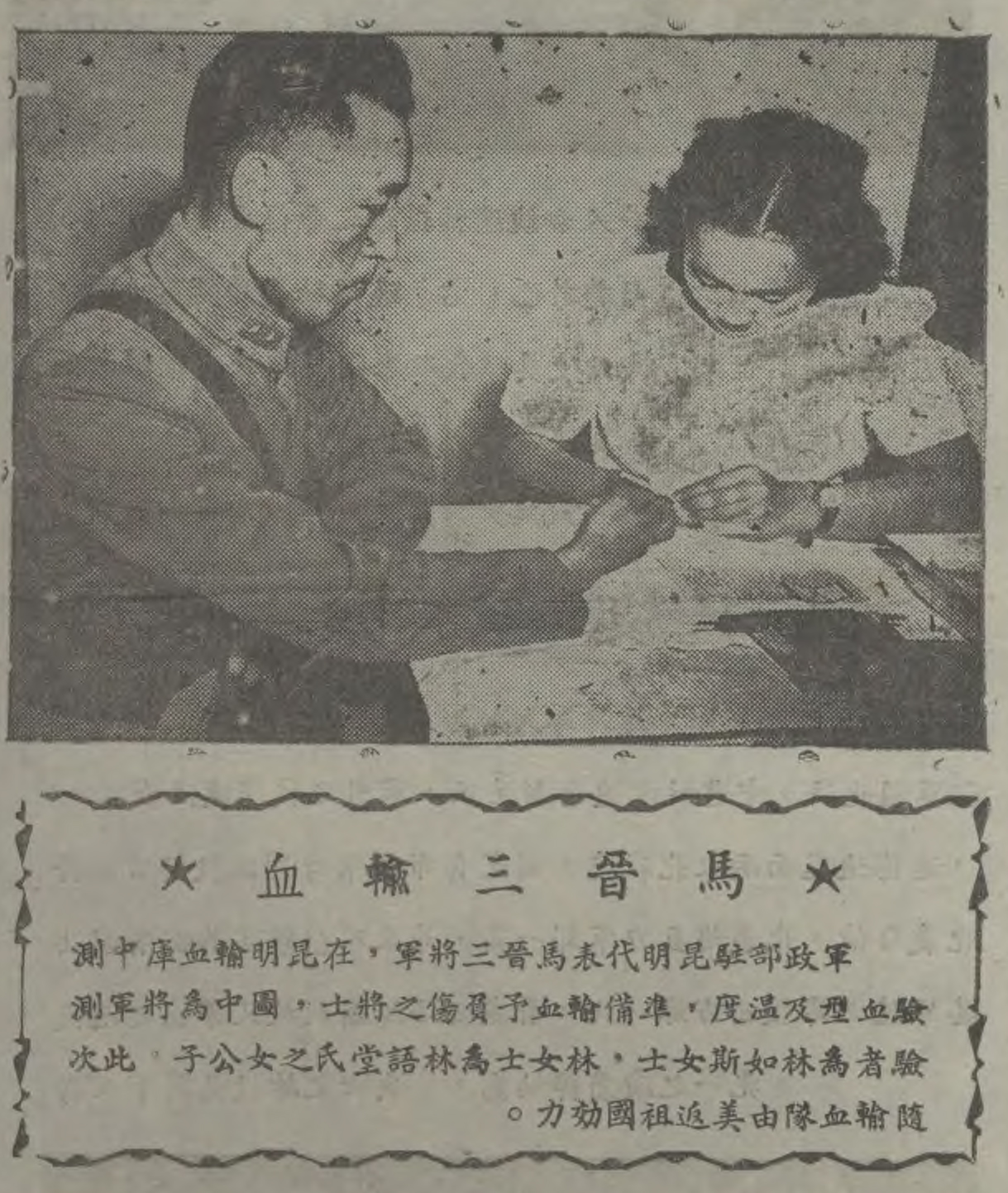
馬崇六輸血，驗血者林語堂女公子林如斯，《聯合畫報》1944年第96期

## 生平
林如斯是林语堂的大女儿，出生于厦门，13岁时来到美国。1939年，她和妹妹林太乙，林相如合著的自传作品《吾家》（Our Family）出版。1940年，她与林太乙共同把谢冰莹的自传作品《女叛徒》（Girl Rebel）翻译成英文出版。1941年三姐妹的第二部作品《重庆破晓》（Dawn over Chungking）出版。在哥伦比亚大学的学业完成后，她于1943年至1946年继续为美国医疗援助局工作。之后，她回到美国，为美国新闻署和美国之音工作。
她于1943年出版了她的第一部小说《岩石上的火焰》（Flame from the Rock），这本书的背景是中国抗日战争。
因為1943年加入林可勝領導的醫療隊服務，戰後她和在昆明認識的中國军医汪凯熙坠入爱河，然而林卻在訂婚前夕，與自由戀愛的美國男友私奔赴美。1946年5月1日，她与广告主管Milton Biow的兒子、紐約道爾頓學院女同學的哥哥Richard Biow结婚，婚後住在新河浦鎮（New Hope）。1955年結束婚姻後長期抑鬱，1968年5月13日離開紐約前往臺灣，在國立故宮博物院擔任英文翻譯。1971年1月19日在其工作的臺北市辦公室上吊自殺身亡，身后留有遗书，“对不起，我实在活不下去了，我的心力耗尽了，我非常爱你们。”

## 部分作品[4]
- The Milky Way and Other Chinese Folk Tales (1961)
- Flower Shadows, 唐朝诗歌翻译 (1970)